# Jacques Replat
Jacques Replat, né le 14 décembre 1807 à Chambéry et mort le 2 octobre 1866 à Annecy, est un avocat, poète romantique et historien savoyard. Il s'engage en politique lors des débats sur la question de l'avenir du duché de Savoie en 1860.

## Biographie

### Origines et formation
Jacques Replat naît le 14 décembre 1807 à Chambéry, ancienne capitale du duché de Savoie, et chef-lieu du département du Mont-Blanc. Le duché de Savoie a été annexé par la France en 1792. Il est le fils de Jean-François Replat et de Marie-Anne Garella, issue d'une famille italienne naturalisée en 1816. Sa famille s'installe peu de temps après dans la ville d'Annecy.
Il étudie au collège d'Annecy, avant d'entamer des études de droit à Turin. Il obtient très jeune, puisqu'il n'a pas vingt ans, son doctorat, le 11 mai 1827,. Le 5 septembre 1830, il s'inscrit au barreau d'Annecy. Huit ans plus tard, il publie un Manuel du jurisconsulte savoisien. Il est membre également du sénat de Savoie.
Le 23 avril 1838, il épouse Désirée Perrissin.

### Carrière d'écrivain
Jacques Replat a écrit quelques poèmes en vers sur des légendes locales, ainsi que des recueils de rêveries historiques (François de Sales, Jacques de Savoie, Anne de Chypre) et légendaires (les prêtres, héritiers des druides, capables d'arrêter le cours des eaux).
Il a aussi écrit deux romans historiques chargés d’éléments féériques à la manière de Walter Scott et de Charles Nodier.
Il est tombé amoureux du lac et de la ville d'Annecy où il a passé l'essentiel de son existence et où une rue lui rend hommage.
Son activité littéraire le fait élire le 20 mars 1840 à l'Académie des sciences, belles-lettres et arts de Savoie, avec pour titre académique celui d'agrégé. Il est par ailleurs membre de l'Académie florimontane, puis le second président élu de 1854 à 1862, et membre de l'Institut national genevois.

### Carrière politique
La Constitution de 1848 ouvre de nouvelles perspectives politiques. Jacques Replat devient une personnalité politique en accédant aux Conseils de la ville et de la province d'Annecy.
Il est créé motu proprio chevalier de l'ordre des Saints-Maurice-et-Lazare, le 6 février 1857, par Victor-Emmanuel II de Savoie,.
Lors des débats sur la question du duché de Savoie de 1859-1860, il se présente pour devenir représentant de la Savoie à la Chambre des députés du parlement du royaume de Sardaigne à Turin, lors la VIIe législature du royaume de Sardaigne, pour le collège d'Annecy. Il y siège en tant que catholique modéré.
Il s'oppose ainsi au partage entre la France et la Suisse du duché, préférant une Savoie unie, durant les débats qui précédèrent l'annexion de la Savoie à la France, rédigeant une brochure « Une solution de la question savoisienne », avant de rejoindre le camp annexionniste,.

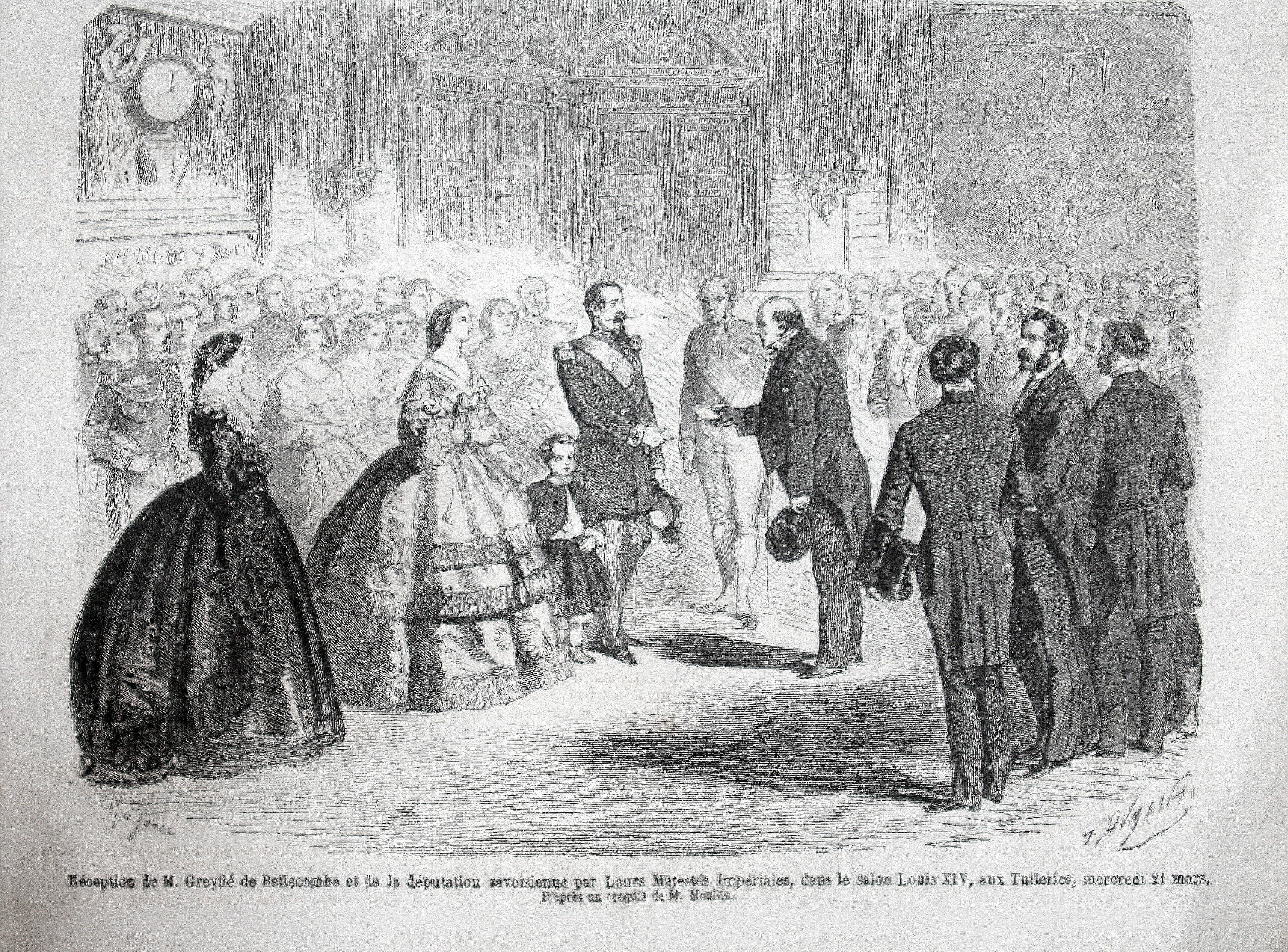
Croquis de M. Moulin, paru dans Le Monde Illustré, journal hebdomadaire, no 155, 31 mars 1860. Commentaire : Réception de M. Greyfié de Bellecombe et de la députation savoisienne par Leurs Majestés Impériales, dans le salon Louis XIV, aux Tuileries, mercredi 21 mars.

Il fait d'ailleurs partie de la délégation de 41 savoisiens favorables à l'annexion, envoyée auprès de l'Empereur. La délégation menée par le comte Amédée Greyfié de Bellecombe comprend, pour la province de Chambéry, le député d'Aix Gustave de Martinel, les conseillers provinciaux Louis Bérard, Maurice Blanc, Ernest de Boigne, les barons Frédéric d'Alexandry d'Orengiani et Louis Girod de Montfalcon, ainsi que Charles Bertier, Alexis Falcoz, Pierre-Louis Besson, l'avocat Antoine Bourbon, le docteur Dardel, Jacques Prosper Degaillon, Charles François, Jacques Prosper Degaillon, Félix Gruat, Pierre Viviand, Savey-Guerraz et le major de la Garde nationale Vuagnat. La province d'Annecy est représentée par les députés Albert-Eugène Lachenal et Joseph Ginet (Rumilly), accompagnés par Claude Bastian (ancien député de Saint-Julien), Dufour, les barons Scipion Ruphy (Annecy) et Jules Blanc (Faverges), François Bétrix (directeur de la Banque de Savoie), le docteur Descotes, Magnin, Masset, Alexis Rollier. À noter que le Chablais, plutôt favorable à un rapprochement avec la Suisse voisine, n'envoie qu'Édouard Dessaix, Félix Jordan, François Ramel et Gustave Folliet.
Son action militante est récompensée par sa nomination de chevalier de la Légion d'honneur au lendemain de l'Annexion.
Il meurt à Annecy le 28 octobre 1866. Jules Philippe, avec qui il a une parenté, fait son éloge le 15 décembre 1866 à la société florimontane.

## Œuvres
- 1836 : Esquisse du comté de Savoie au XIe siècle
- 1836 : Le Siège de Briançon, rééd. Éditions Le Tour, 2003. Le cadre du roman est fantastique et gothique dans un Moyen Âge idéalisé. Au XIe siècle, le seigneur Émeric de Briançon, seigneur burgonde, allié à des troupes de Ceutrons et soutenu par sa demi-sœur sorcière, bloque la vallée de la Tarentaise et rançonne les voyageurs. L'archevêque de Moûtiers, demande l'aide du comte Humbert II de Savoie et de Maurienne  qui envoie son émissaire, Raoul de Compey, de vieille noblesse allobroge et genevoise, lequel va tomber amoureux de Marguerite la fille du seigneur Émeric. Ce dernier fait emprisonner Raoul dans son donjon mais il est délivré par son aimée qui ainsi sacrifie ses ancêtres à la cause du comte. Raoul revient avec l'armée du comte qui assiège et prend le château de Briançon, la sorcière est punie et se jette du haut du donjon. Raoul et Marguerite se marient, symbolisant l'alliance des Burgondes et des Allobroges sous la bannière du comte.
- 1858 : Voyage au long cours sur le Lac d'Annecy (lire en ligne sur Gallica).
- 1864 : Bois et vallons. Son dernier ouvrage connu.

## Décorations
Jacques Replat a été fait :
- Chevalier de l'ordre des Saints-Maurice-et-Lazare
- Chevalier de la Légion d'honneur